# Liriomyza anaphalidis
Liriomyza anaphalidis är en tvåvingeart som beskrevs av Mitsuhiro Sasakawa 1961. Liriomyza anaphalidis ingår i släktet Liriomyza och familjen minerarflugor. Inga underarter finns listade i Catalogue of Life.